# Martinus (molen)
De Martinus is een windmolen in Beugen in de Noord-Brabantse gemeente Land van Cuijk. Deze ronde stenen korenmolen is in van 1866 tot 1868 gebouwd. De Martinus bleef in bedrijf tot 1955 en raakte daarna in verval, totdat de gemeente Boxmeer de molen in 1974 kocht om hem in 1978 te laten restaureren. In 1996 is de molen opnieuw gerestaureerd; bij deze restauratie zijn balken die afkomstig zijn van een oude wipmolen en die bij de bouw waren hergebruikt, ontdaan van larven van de bonte knaagkever.

## Technische gegevens
De wieken zijn op beide roeden uitgerust met het Systeem van Bussel. De vang (rem) is een Vlaamse blokvang met vangtrommel. Voor het malen van graan zijn twee koppel 16der (140 cm diameter) kunststenen aanwezig. De zakken graan worden gehesen met behulp van een sleepluiwerk.
De Martinus is op woensdag- en zaterdagochtend en op afspraak te bezichtigen.